# SAP 센터 앳 산호세
SAP 센터 앳 산호세(영어: SAP Center at San Jose)은 미국 캘리포니아주 새너제이에 위치한 실내 경기장이다. 과거 NBA 골든스테이트 워리어스의 홈경기장으로 사용했으며, 현재 NHL 산호세 샤크스와 AHL 산호세 바라쿠다의 홈경기장으로 사용되고 있다.
| NHL 올스타전 개최 경기장 |                      |                        |
| 1996년                   | 1997년 산호세 아레나 | 1998년                 |
| 플리트센터               | 1997년 산호세 아레나 | 제너럴 모터스 플레이스 |
|                          |                      |                        |
|                          |                      |                        |

| NHL 올스타전 개최 경기장 |                           |        |
| 2018년                   | 2019년 SAP 센터 앳 산호세 | 2020년 |
| 아말리 아레나            | 2019년 SAP 센터 앳 산호세 | 미정   |
|                          |                           |        |
|                          |                           |        |